# Герхард II фон Липе
Герхард II фон Липе (на немски: Gerhard II zur Lippe; Gebhard zur Lippe, на латински: Gerardus; * ок. 1190; † 28 август 1258, Бремерфьорде) е от 1219 до 1258 г. архиепископ на Бремен и епископ и архиепископ на Хамбург.

## Живот
Той е третият син на благородника Бернхард II фон Липе (1140 – 1224) от господство Липе и на Хайлвиг фон Аре-Хохщаден (1150 – 1196), дъщеря на граф Ото I. Брат е на Ото II, епископ на Утрехт (1215 – 1227), Бернхард IV († 1247), от 1228 епископ на Падерборн, и Херман II (1175 – 1229), който го последва през 1196 г. като владетел.
Герхард II първо е каноник в Падерборн. През 1219 г. е избран за архиепископ на Бремен и епископ на Хамбург. Той участва през 1227 г. в битка против Дания и след това при сключването на мир. През 1232 г. основава манастир Лилиентал при Бремен.
След смъртта му през 1258 г. е последван от Хилдеболд фон Вунсторф.